# باشگاه فوتبال اولکساندریا
باشگاه فوتبال اولکساندریا (انگلیسی: FC Oleksandriya) یک باشگاه فوتبال در اولکساندریا، استان کیرووهراد، اوکراین است. باشگاه که در سال ۱۹۹۰ تأسیس شد، در لیگ برتر فوتبال اوکراین بازی می‌کند. عدد ۱۹۴۸ که بر روی لوگو و نشان باشگاه دیده می‌شود، پس از ادغام آن با اوکرآهروکوم در سال ۲۰۱۴ اضافه شد و بیانگر سال تأسیس آن نیست و بیانگر میراث فوتبالی باشگاه است.
باشگاه در ژوئیه ۲۰۱۶ در لیگ اروپا ۱۷–۲۰۱۶ برای نخستین بار در رقابت‌های اروپایی حضور یافت و به اولین تیم از استان کیرووهراد تبدیل شد که به رقابت‌های اروپایی راه پیدا می‌کند و پس از تیم باشگاه فوتبال کریوباس، دومین تیم از بخش اوکراین کرانه راست است که به این موفقیت دست یافته است.